# Šport u 1902.
◄◄ | ◄ | 1899. | 1900. | 1901. | 1902.  | 1903. | 1904. | 1905. | ► | ►►
Arhitektura • Astronomija • Biologija • Film • Fotografija • Glazba • Kazalište • Kemija • Kiparstvo • Knjige • Književnost • Kršćanstvo • Meteorologija • Medicina • Planinarstvo • Politika • Pravo • Promet • Slikarstvo • Strip • Šport • Televizija • Znanost • Zrakoplovstvo • Željeznički promet
Šport u 1902.

## Svijet

### Osnivanja
- Fluminense Football Club, brazilski nogometni klub
- Manchester United F.C., engleski nogometni klub
- Norwich City F.C., engleski nogometni klub
- Real Madrid C.F., španjolski nogometni klub

## Vanjske poveznice
|  | Zajednički poslužitelj ima još gradiva o temi Šport u 1902. |